# Lâm Ấn Độ
Lâm Ấn Độ sinh ngày 20 tháng 10 năm 1991 tại Nha Bích, Chơn Thành, Bình Phước, Việt Nam là một cầu thủ người Khmer đang chơi ở vị trí thủ môn, anh hiện đang khoác áo Câu lạc bộ bóng đá Bình Phước, đồng thời cũng là một tuyển thủ của đội tuyển U23 Việt Nam.

## Lúc nhỏ
Hoàn cảnh gia đình khó khăn. Từ nhỏ, Độ đã phải bươn chải đi làm mướn. Nhưng gia đình luôn đông viên anh phải đi học để thoát nghèo đói. Lên lớp 10, lúc chúng bạn được ở trọ, ở nội trú, thì Độ phải băng rừng lội suối, đạp xe gần 20 km để đến trường huyện. Quá khổ cực, lại cảm thấy “không còn học nổi”, chàng thiếu niên “lực điền” người dân tộc Khmer quyết định nghỉ học, tiếp tục làm mướn.
Khi còn là cậu học sinh cấp một ở huyện Chơn Thành, Bình Phước, Lâm Ấn Độ đã nổi tiếng là một thủ môn lì lợm nhờ chụp banh... nhựa rất giỏi. Lúc 13, 14 tuổi Độ đã được các bạn chơi bóng trong lớp tin tưởng giao nhiệm vụ đứng trong khung thành làm bằng hai... cục gạch. Theo lời kể của một huấn luyện viên, "Hồi đấy Độ lì lắm, sân xi măng hay sân đất, sân đá đỏ gì em cũng bay lượn hết mà chẳng sợ trầy trụa gì".

## Sự nghiệp tại câu lạc bộ

### Bình Phước
Một lần đội bóng của trường được đi thi đấu cấp tỉnh, nhờ thể hình to cao và lì lợm, Ấn Độ được gọi vào làm thủ môn của đội. Giải ấy, Độ được bắt chính và đội bóng sau đó đoạt chức vô địch.
Lâm Ấn Độ cùng đồng đội xuất sắc giúp Bình Phước lên hạng Nhì sau một mùa Giải hạng Ba thành công.
Sau một thời gian thi đấu ở Bình Dương, Độ quay lại Bình Phước thi đấu từ 2014.

### Becamex Bình Dương
Có một thời gian, Ấn Độ cũng được Hoàng Anh Gia Lai mượn chơi một giải trẻ cho đội này và đội bóng nhà giàu này đã bắt đầu để ý đến Ấn Độ.
Nhưng đồng thời Độ được “đại gia” Becamex Bình Dương đặt vấn đề chuyển nhượng. Là chỗ thân tình (cùng tỉnh Sông Bé cũ), cộng với việc chịu chi, năm 2010, Bình Phước đã để thủ môn này về đầu quân cho đội bóng láng giềng với bản hợp đồng 3 năm.
Nhưng vai trò của Độ ở đây chỉ là tập luyện và xem bóng đá trên khán đài mỗi khi đội nhà thi đấu. Số trận mà Ấn Độ bắt cho Becamex Bình Dương ở V-League chưa đếm nổi trên đầu ngón tay. Với cuộc đời một cầu thủ, đó là điều đáng chán.

### TDC Bình Dương
Năm 2012 TDC Bình Dương được Becamex Bình Dương tăng cường một số cầu thủ trong đó có Độ. Với mục đích giúp TDC Bình Dương có thể trụ hạng ở Giải hạng nhất 2012. Nhưng chủ yếu Độ vẫn phải ngồi trên ghế dự bị.

## Sự nghiệp tại Đội tuyển quốc gia

### U19 Việt Nam
Với những màn trình diễn xuất sắc. năm 2009, Lâm Ấn Độ bất ngờ được gọi lên đội U19 Việt Nam. Đấy cũng là bước ngoặt cuộc đời, sau một vài giải trẻ thi đấu thành công, đặc biệt là việc giúp Bình Phước lên hạng Nhì.
Lâm Ấn Độ cùng U19 Việt Nam tham gia Giải U19 Đông Nam Á. Tại trận tranh huy chương đồng, Độ được ra sân bắt chính ngay từ đầu và cùng đồng đội giúp Việt Nam dành huy chương đồng.

### U23 Việt Nam
Sau khi Giải Bóng đá U21 Quốc gia 2011 tại Bình Dương vừa kết thúc. Huấn luyện viên Falko Goetz đã quyết định triệu tập bổ sung ba tuyển thủ cho đội U23 Việt Nam trong đó có Lâm Ấn Độ lúc đó đang thi đấu cho U21 Becamex Bình Dương. Đợt triệu tập chuẩn bị cho Seagame 2011 tại Indonesia. Trước trận đấu khai mạc với U23 Philippines, Độ đã bị loại khỏi danh sách đăng ký thi đấu chính thức của U23 Việt Nam nhưng anh vẫn quyết định ở lại Jakarta để cổ vũ tinh thần cho đồng đội.

## Thành tích

### Câu lạc bộ
- U21 Becamex Bình Dương
  - Giải Bóng đá U21 Quốc gia 2011: Á quân

### Tuyển Quốc gia
- U19 Việt Nam
  - Giải vô địch bóng đá U19 Đông Nam Á 2009: Huy chương Đồng